# Looking Back to Yesterday
Looking Back to Yesterday je kompilacijski album američkog glazbenika Michaela Jacksona i sastava Jackson 5, kojeg 1986. godine objavljuje diskografska kuća Motown.
Materijal je objavljen iz Motownove serije ranije nikad objavljenih materijala. Sve skladbe na albumu osim "Love's Gone Bad" koja je prethodno 1979. godine objavljena na Motownovoj kompilaciji Boogie, prethodno su neobjavljene. Skladba "I Was Made To Love Her" također se pojavljuje na tom albumu kao alternativni snimak.
Album je nanovo izdan 1991. godine pod nazivom Looking Back To Yesterday: A Young Michael, te je 2009. ponovo objavljen kao dio zbirke pod nazivom Hello World: The Motown Solo Collection.

## Popis pjesama
| Br. | Skladba | Autor                             | Trajanje |
| --- | --- | --------------------------------- | -------- |
| 1.  | »When I Come Of Age« (snimljeno 1973. godine za vrijeme Get It Together sessions)                                 | W.D.Parks/D.Fletcher/H.Davis      | 2:37     |
| 2.  | »Teenage Symphony« (snimljeno 1973. godine za vrijeme Get It Together sessions)                                   | G.Jones/H.Davis/M.McLeod          | 2:45     |
| 3.  | »I Hear A Symphony« (originalni snimak od Diana Ross & The Supremes)                                              | Holland-Dozier-Holland            | 3:01     |
| 4.  | »Give Me Half A Chance« (snimljeno 1969.-'70.; miksano 1971.; Got to Be There)                                    | C.Davis                           | 3:26     |
| 5.  | »Love’s Gone Bad« (recorded in 1973 during Get It Together sessions)                                              | Holland-Dozier-Holland            | 3:08     |
| 6.  | »Lonely Teardrops« (original version by Jackie Wilson)                                                            | B.Gordy/G.Gordy/T.Carlo           | 2:40     |
| 7.  | »You’re Good For Me« (snimljeno 1973. godine za vrijeme Dancing Machine)                                          | E.Horan                           | 3:15     |
| 8.  | »That’s What Love Is Made Of« (Originalno od The Miraclesa; snimljeno 1969.-'70.; miksano 1971.; Got to Be There) | R.Rogers/W.Robinson/W.Moore       | 3:24     |
| 9.  | »I Like You The Way You Are (Don’t Change Your Love On Me)«                                                       | W.Hutch                           | 2:57     |
| 10. | »Who’s Lookin’ For A Lover«                                                                                       | J.D.Hilliard/L.Ware               | 2:50     |
| 11. | »I Was Made to Love Her« (originalno od Steviea Wondera)                                                          | H.Cosby/L.Hardaway/S.Moy/S.Wonder | 3:20     |
| 12. | »If’n I Was God« (originalno od Bobbyja Goldsboroa)                                                               | R.Sherman/R.Sherman               | 3:02     |

## Vanjske poveznice
- Discogs - Recenzija albuma
- Looking Back to Yesterday  Arhivirana inačica izvorne stranice od 25. svibnja 2010. (Wayback Machine) - Informacije o albumu